# 葉山万次郎

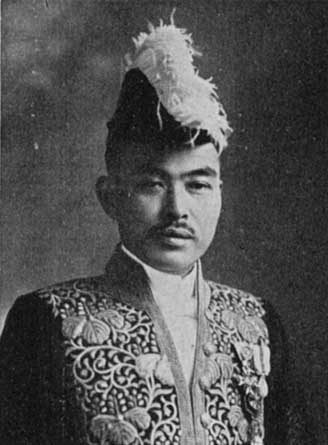
葉山万次郎

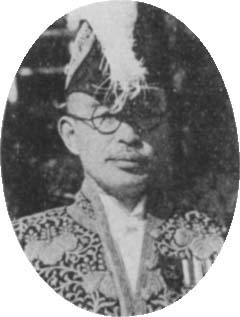
葉山万次郎

葉山 万次郎（はやま まんじろう、1877年（明治10年）12月3日 - 1960年（昭和35年）10月7日）は、日本の教育者。

## 経歴
長崎県北松浦郡平戸町（現在の平戸市）出身。私立尋常中学猶興館中退、私立日本中学校、旧制一高を経て1902年（明治35年）、東京帝国大学文科大学独逸文学科を卒業。1909年（明治42年）、第一高等学校教授に就任した。1922年（大正11年）、文部省督学官に転じ、翌年から学校制度研究のためドイツ・イギリス・アメリカ合衆国に出張した。帰国後、山形高等学校校長となり、1930年（昭和5年）に第七高等学校造士館館長に転じた。1933年（昭和8年）に大阪外国語学校校長に就任し、1940年（昭和15年）に退官した。1942年（昭和17年）に大阪外国語学校名誉教授の称号を得た。
退官後、日本中学校校長に就任し、戦後は松浦史料博物館館長を務めた。

## 著作
- 『露西亜』（冨山房、1903年）
- 『独逸国民文学史』（冨山房、1904年）
- 『平戸の対外貿易時代の話』（松浦史料博物館、1961年）